# Cacheu
Cacheu es una ciudad costera de Guinea-Bisáu que se encuentra a orillas del río Cacheu, en la región nordeste de la provincia del norte (haciendo frontera con la región del Biombo y la región del Oio). Fue la capital de la colonia portuguesa.
Fue la primera factoría portuguesa en Guinea, fundada en 1588, y sirvió de puesto para el comercio de esclavos, habiendo sido creada para ello, en 1675, la Compañía de Cacheu. En la región de Cacheu se crearon varios establecimientos portugueses a lo largo del siglo XVI. La zona pertenecía a Cabo Verde hasta la creación de la provincia de la Guinea Portuguesa en 1879. 
- Datos: Q1002807
- Multimedia: Cacheu / Q1002807